# La Neuville-Chant-d'Oisel
La Neuville-Chant-d'Oisel é uma comuna francesa na região administrativa da Normandia, no departamento de Sena Marítimo. Estende-se por uma área de 21,96 km². Em 2010 a comuna tinha 2 318 habitantes (densidade: 105,6 hab./km²).